# 高野切

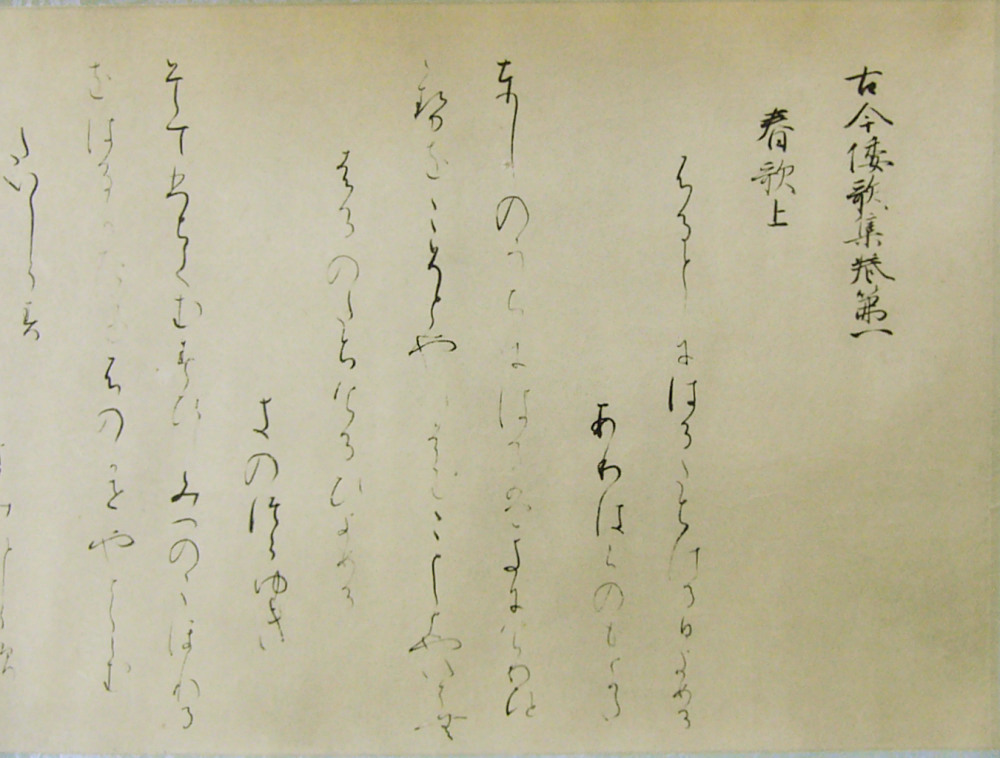
高野切 第1巻 巻頭 五島美術館蔵

高野切（こうやぎれ）は、『古今和歌集』の現存する最古の写本の通称である。『古今和歌集』の現存最古のテキストとして、日本文学史、日本語史の研究資料として貴重であるとともに、その書風は仮名書道の最高峰として古来尊重され、日本書道史上もきわめて重要な作品である。

## 概要
『古今和歌集』の勅撰より約150年後の11世紀中期に書写されたもので、当初は20巻からなっていた。現存するのはその一部である。雁皮紙の表面に雲母砂子（きらすなご）を散らした料紙を用いていることが、出光美術館の調査により判明した。
「高野切」などの「切（きれ）」とは美術史、書道史、茶道などの用語で、元来巻物や冊子本であった和歌集、漢詩集などの写本を、鑑賞用とするため切断し、掛軸に仕立てたり、手鑑（でかがみ）と称するアルバムに貼り込んだりしたものを指す。こうした鑑賞形式は、室町時代以降、茶道の隆盛とともに盛んになった。こうして切断された紙片のことを「断簡」と称するが、高野切本古今和歌集のうち、巻九の巻頭の17行分の断簡は豊臣秀吉が所持していた。この断簡は後に木食応其に下賜され、高野山に伝来したため、「高野切」の名が生じた。この巻九巻頭の断簡は現存し、大阪の湯木美術館が所蔵する。
『古今和歌集』は和歌の規範として、平安時代の貴顕には必須の教養とされ、尊重されてきた。そのため写本も多く、平安時代にさかのぼる写本だけで約60種にのぼると言われているが、その中でも最古の写本であり、書道の手本としても尊重されているのが高野切本である。

## 筆者と書風
高野切の筆者は古来紀貫之（882年 - 946年）と伝承されてきたが、実際は貫之の時代より1世紀ほど後の11世紀中期の書写である。
近代における筆跡研究の進展により、高野切の筆跡は3種に分かれることが明らかにされており、便宜上、「第一種」「第二種」「第三種」と称されている。全20巻を3人で分担書写したいわゆる寄合書（よりあいがき）である。小松茂美は、「第一種」の筆者が巻一、九、十、十一、十二、二十、「第二種」の筆者が巻二、三、四、五、六、七、八、「第三種」の筆者が巻十三、十四、十五、十六、十七、十八、十九を担当し、「第一種」はあるいは真名序・仮名序も合わせて担当したのではないかと推定している（二玄社「日本名跡叢刊・高野切第一種」解説による）。
高野切本の現存する巻は巻一、二、三、五、八、九、十八、十九、二十で、残りの巻は失われたものと思われる。このうち、巻五（個人蔵）、巻八（山口・毛利博物館蔵）、巻二十（高知県蔵）の3巻のみが巻物として完存し（3巻とも国宝、ただし第五巻は二首が切り取られて断簡として現存）、巻一、二、三、九、十八、十九は断簡として各所に分蔵されている。巻一の巻頭部分の断簡は東京・五島美術館、巻九の冒頭部分の断簡は大阪・湯木美術館の所蔵である。

### 第一種

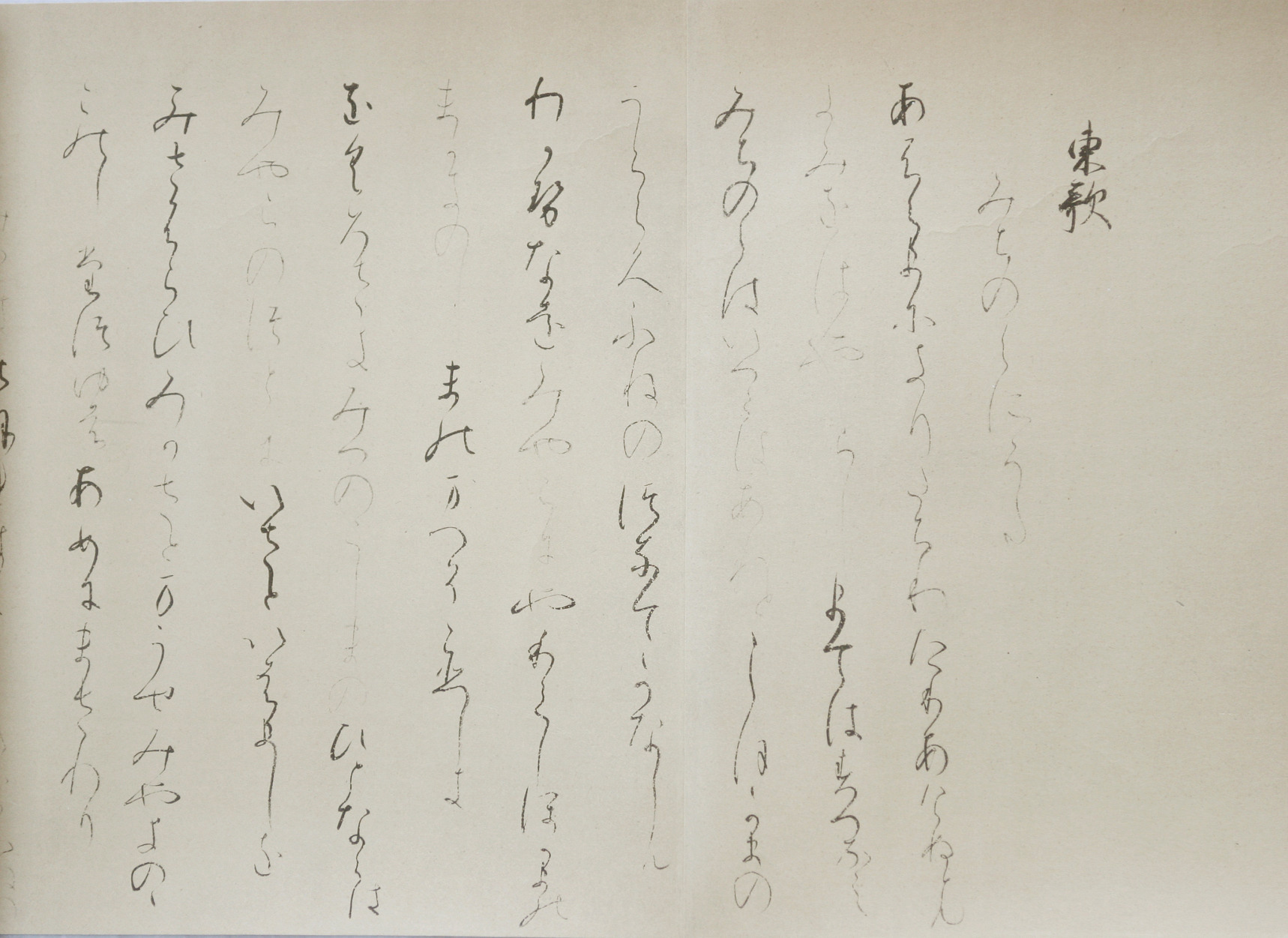
高野切 第20巻部分

第一種の筆者は現存する巻のうち、巻一、九、二十を担当している。古今集の冒頭の巻一と最後の巻二十を担当していることから、3人の筆者の中でもっとも地位の高い人物と推定される。筆者については藤原行成の子の藤原行経（1012-1050）とする説が有力だが、確証はない。第一種の書風は今日に至るまで仮名書道の手本として尊重されている。書風は、秀麗温雅で、字形は直筆を主として、くせがなく、連綿（数文字を続けて書くこと）は控えめである。現存が公にされているのは、五島美術館の巻1断簡（歌番号1～3）、三井記念美術館の巻1断簡（歌番号6～8）、遠山記念館の巻1断簡（歌番号9～10）、常盤山文庫の巻1断簡（歌番号19～21）、香雪美術館の巻1断簡（歌番号28～32）、サンリツ服部美術館の巻1断簡（歌番号41～44）、出光美術館の巻1断簡（歌番号46～49）、書芸文化院春敬記念書道文庫の巻1断簡（歌番号55）、アーティゾン美術館の巻1断簡（歌番号62～66）、湯木美術館の巻9断簡（歌番号406）、文化庁保管の手鑑「かりがね」所収の巻9断簡（歌番号412）、MOA美術館の手鑑「翰墨城」所収の巻9断簡（歌番号417）、書芸文化院春敬記念書道文庫の巻9断簡（歌番号418）、高知県立高知城歴史博物館の巻20完本（歌番号1069～1100）で、他に個人所蔵のものを含めれば約20点の断簡がある。なお、2024年に開催された読売書法展特別展示「名品でたどる文字文化、書の歴史」において、それまで全く存在を知られていなかった断簡（歌番号27）が出陳され話題を呼んだ。第一種と同筆の筆跡としては、大字和漢朗詠集切（諸家分蔵）、深窓秘抄（藤田美術館蔵）、同系統の筆跡としては和歌躰十種（東京国立博物館蔵）、歌仙歌合（和泉市久保惣記念美術館蔵）などがある。

### 第二種

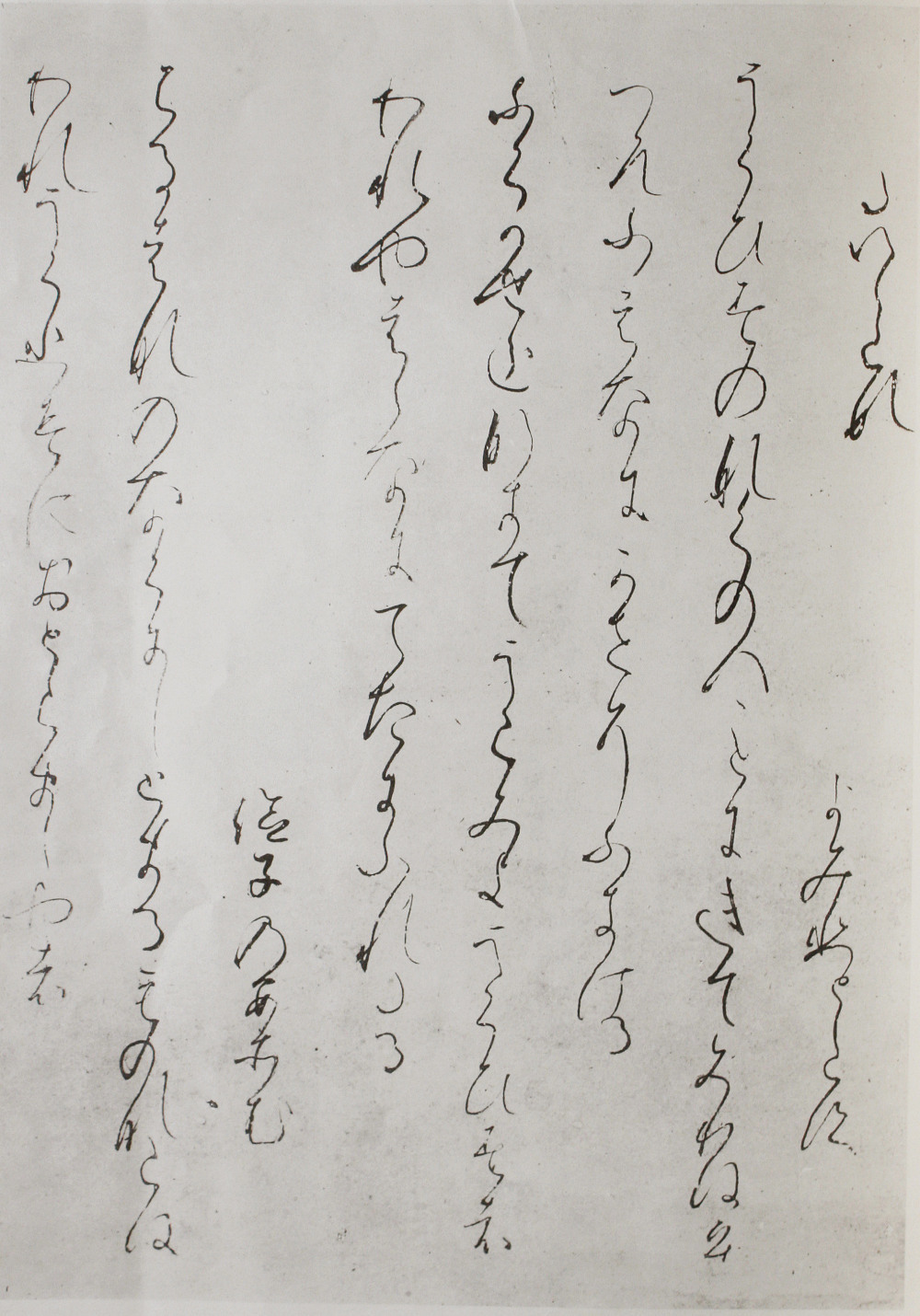
高野切 第2巻断簡部分

第二種の筆者は現存する巻のうち、巻二、三、五、八を担当している。小松茂美は第二種の筆者を源兼行（1023-1074頃活動）と推定した。九条家本延喜式の紙背文書中の兼行の筆跡との一致など、さまざまな観点から、兼行を筆者とする説はほぼ定説化している。高野切の3種の筆跡のなかではもっとも個性が強く、側筆を多用した右肩上がりで肉太の字形に特色がある。第二種と同筆の筆跡としては、平等院鳳凰堂壁画色紙形、桂本万葉集（御物）、雲紙本和漢朗詠集（三の丸尚蔵館蔵）、関戸本和漢朗詠集切（諸家分蔵）など、同系統の筆跡としては名家歌集切（諸家分蔵）などがある。

### 第三種

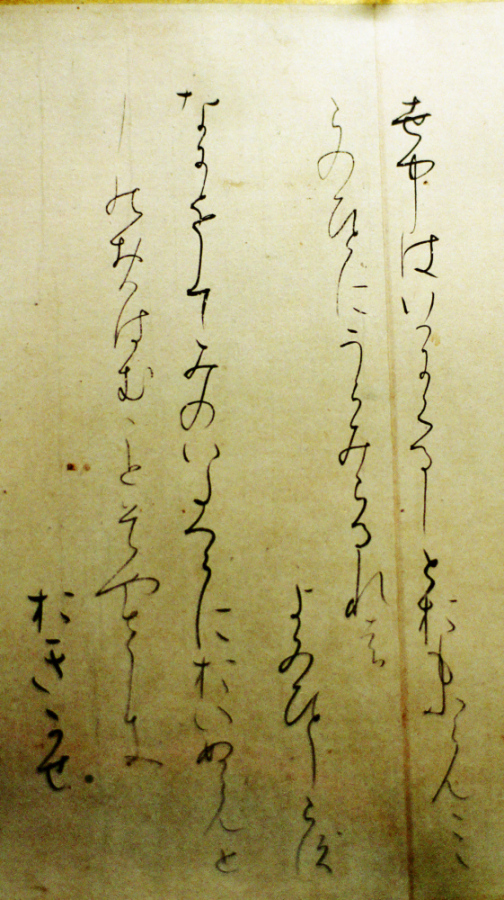
高野切 第19巻部分

第三種の筆者は現存する巻のうち、巻十八、十九を担当している。筆者については藤原公経（?-1099）とする説もあるが、なお未詳である。書風は穏やかで、高野切の3種の筆跡のなかでは、もっとも現代風であると評されている。第三種と同筆の筆跡としては、粘葉本（でっちょうぼん）和漢朗詠集（三の丸尚蔵館蔵）、元暦校本万葉集巻一（東京国立博物館蔵）、伊予切（第一の手・和漢朗詠集の断簡、諸家分蔵）、近衛本和漢朗詠集（陽明文庫蔵）、蓬莱切（未詳歌集の断簡、諸家分蔵）、法輪寺切（和漢朗詠集写本の断簡、諸家分蔵）、同系統の筆跡としては、伊予切（第二・第三の手）などがある。

## 復元の試み
1993年から、筑波大学大学院の森岡隆教授の主導の下で、断簡の臨書および写本などからの推定により、高野切を成立当初の姿に復元する作業が始まった。この復元は、芸術学系・書コースの学生・卒業生・修了生計19名により、18年後の2011年になって全巻（完本の巻八、二十のみ複写で、江戸時代に手が加わっていた巻五は当初の姿に復元）完成し、同年2月に同大学で一般公開された。巻紙の全長は約100メートルに達した。ただし復元完成後、新たな断簡や模写が発見されており、森岡は「今後はこれらについても修正しなければならない」と述べている。

## 資料
以下の3冊は、残されていた完本および断簡を直接撮影したものである。二玄社から1993年に刊行された。
- 「高野切第一種」(日本名筆選 1) ISBN 4544007119
- 「高野切第二種」（日本名筆選 3）ISBN 4544007135
- 「高野切第三種」 (日本名筆選 5) ISBN 4544007151